# Billaea capensis
Billaea capensis är en tvåvingeart som beskrevs av Fritz Isidore van Emden 1947. Billaea capensis ingår i släktet Billaea och familjen parasitflugor. Inga underarter finns listade i Catalogue of Life.